# إطار عمل جافا سكريبت

Vue.js

إطار عمل جافا سكريبت (بالإنجليزية: JavaScript framework)‏ هو إطار عمل تطبيق ويب مكتوب بلغة جافا سكريبت ويختلف عن مكتبة جافا سكريبت (JavaScript library).
المكتبة توفر الكثير من الوظائف (functions) المعرفة مسبقا والتي يمكن ان تستدعيها لتحسين وتوسيع تطبيقك اما إطار العمل فيصف لك بنية (structure) التطبيق (application) وتعطيك طريقة لتنظيم الاكواد وجعل التطبيق أكثر مرونة وقابلية للتطوير والتوسع، لاحظ انه لايمكنك استدعاء إطار عمل ولكن إطار العمل هو الذي يستدعي الأكواد التي انشاتها بطريقة معينة.
إطارات عمل جافا سكريبت غالبا تكون مبنية على النمط البنائي إم في سي MVC لانه أيضا مصمم للفصل بين الجوانب المتعددة لتطبيقات الويب لتحسين جودة الأكواد وجعل التطوير أسهل
بعض أشهر الأمثلة عن إطارات عمل جافا سكريبت باستخدام نمط إم في سي (MVC) مثل Ember.js وأنجولار جي إس.

## إطار عمل جافا سكريبت لبناء لبناء تطبيقات الهواتف الذكية
لغة جافا سكريبت هي لغة تطورت بشكل كبير للغاية، فبعد أن كانت تستخدم من جهة العميل فقط أصبحت الآن تستخدم من جهة الخادم بالاعتماد على إطار عمل نود.جي إس بل تطورت وأصبح بالإمكان بناء تطبيقات الهواتف الذكية، وهذا بفضل مجموعة من أطر العمل أشهرها إطار عمل Ionic ، وهو إطار عمل قوي يمكن من بناء تطبيقات قوية بلغات الويب، التطبيقات المبنية على أيونيك يمكنها العمل في أغلب أنظمة الهواتف الذكية كأندرويد و IOS وويندوز فون، كما أن التطبيقات المبنية بهذه التقنية لا تختلف كثيرا عن التطبيقات المبنية باللغات الافتراضية كالجافا بالنسبة لأندرويد، فيمكنك بالاعتماد على أيونيك أن تبرمج تطبيق قادر على الولوج للكاميرا ومكبر الصوت مثلا.